# تیپ ۳۹۲ زرهی دشت آزادگان
تیپ ۳۹۲ زرهی دشت آزادگان از تیپ‌های زرهی نیروی زمینی ارتش جمهوری اسلامی ایران و زیرمجموعه لشکر ۹۲ زرهی اهواز است، که پادگان و ستاد فرماندهی آن در شهر حمیدیه، از شهرستان دشت آزادگان، استان خوزستان مستقر می‌باشد. تیپ ۳۹۲ زرهی دشت آزادگان در خلال جنگ ایران و عراق، از یگان‌های عمل‌کننده ارتش جمهوری اسلامی ایران و تحت امر لشکر ۹۲ زرهی اهواز بود. هم‌اکنون سرهنگ مرتضی رضوانی فرماندهی تیپ ۳۹۲ زرهی دشت آزادگان را برعهده دارد.